# Giovanni Battista Trener

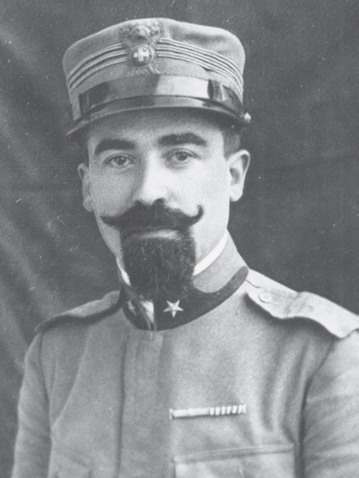
Giovanni Battista Trener als italienischer Offizier im Ersten Weltkrieg

Giovanni Battista Trener (geboren 7. Januar 1877 in Fiera di Primiero; gestorben 5. Mai 1954 in Trient) war ein österreichisch-italienischer Geologe. Er war Freund und Schwager des von Österreich-Ungarn als Hochverräter hingerichteten Cesare Battisti. 

## Leben

### Anfangsjahre bis 1914
Der Sohn des Finanzbeamten Silvio Trener verbrachte seine Kindheit überwiegend in Rovereto und Trient. Nach dem Abschluss der Matura 1895 in Trient schrieb sich der begabte Trener an der Universität Wien ein, um Chemie zu studieren. An der Universität besuchte er unter anderem die Vorlesungen der beiden bekannten Geologen Eduard Suess und Albrecht Penck. Nach dem erfolgreichen Abschluss seines Studiums im Jahr 1900 fand Trener eine Anstellung bei der k.k. Geologischen Reichsanstalt in Wien und wurde mit geologischen Erhebungen im südlichen Tirol für die Erstellung der geologischen Spezialkarten Österreich-Ungarns beauftragt.
Noch im gleichen Jahr kehrte er nach Trient zurück, in der Stadt an der Etsch hatte er noch während seines Studiums um 1897 Cesare Battisti bei einer gemeinsamen geologischen Arbeit für die Società degli Alpinisti Tridentini, den Trentiner Bergsteigerverein, kennen gelernt. Mit dem Geographen Battisti verband ihn fortan eine tiefgehende Freundschaft. Zusammen gründeten und leiteten sie die wissenschaftlich-historisch-literarische Zeitschrift Tridentum. Die Verbundenheit mit Battisti beeinflusste Trener auf vielseitige Weise, nicht nur im beruflichen, wissenschaftlichen und später, während des Ersten Weltkrieges politischen Bereich, sondern auch privat. 1906 traten sie sogar in verwandtschaftliche Verhältnisse, als Trener Irene Bittanti heiratete, die Schwester von Ernesta Bittanti, Ehefrau von Cesare Battisti. Welche Vertrauensbasis zwischen beiden herrschte, geht auch daraus hervor, dass Battisti Trener mehrmals dazu anhielt mit den Namen Battistis zu unterzeichnen.
Bis 1909 arbeitete er zunächst in den Adamello-Presanella-Alpen, anschließend in der Valsugana und letztlich im Lagorai und im Massiv der Cima d’Asta. Auf seinen Erhebungen basierten am Ende die zwei Kartenblätter Bormio und Passo del Tonale sowie Borgo und Fiera di Primiero aus der Reihe der geologischen Spezialkarte der österreichisch-ungarischen Monarchie. Auch in den 1920er und 1940er Jahren nutzte er die damals gesammelten Informationen für die Erstellung zweier weiterer Karten, nun im Auftrag für den Magistrato alle Acque in Venedig, aus.
Ausdruck dieser vielseitigen Schaffensperiode, in der er sich unter anderem mit Kristallographie und Petrographie beschäftigte, ist auch die nach ihm benannte Trenersche Regel. Bruno Sander benannte dieses zur Bestimmung der Verformung von Quarzkristallen formulierte Gesetz 1911 nach Trener, der es 1906 erstmals aufgestellt hatte. Zusammen mit Battisti schlug er dem Trentiner Bergsteigerverein die Bildung eines Arbeitskreises vor, der sich mit hydrologischen, glaziologischen und speläologischen Themen beschäftigen sollte und auch die Unterstützung ausländischer Förderer wie dem Schweizer François-Alphonse Forel fand, aber nicht umgesetzt wurde. Aus dem Projekt ging aber letztlich des Trentiner Museum für Naturgeschichte hervor, dem sich Trener später einen großen Teil seines Lebens widmete. 1908 wurde in der Accademia Roveretana degli Agiati aufgenommen und 1911 gründete er eine kleine Bergbaugesellschaft, um mineralogische Erhebungen am Monte Calisio bei Trient durchzuführen und der Battisti ab 1912 als Direktor vorstand.

### Erster Weltkrieg
Für die k.k. Geologische Reichsanstalt war Trener bis 1914 tätig. Seine Nähe zum Irredentisten Battisti schloss eine Weiterarbeit in der angespannten internationalen Lage kurz vor Ausbruch des Ersten Weltkrieges aus. Ende 1914 kam Trener zu dem Schluss, dass ein Krieg zwischen Italien und Österreich-Ungarn unvermeidlich war. Bestärkt durch den Umstand, dass sein Schwager Battisti bereits im August 1914 nach Italien ausgereist war, entschloss er sich ebenfalls zur Ausreise. Infolgedessen akzeptierte er ein Angebot des Professors für Geologie an der Universität Padua Giorgio Dal Piaz im Tal der Brenta geologische Erhebungen durchzuführen und reiste, wie sein Schwager zuvor, ganz offiziell mit einem Reisepass ausgestattet im Januar 1915 nach Italien aus.
Ende April 1915, wenige Wochen vor dem italienischen Kriegseintritt nahm der militärische Nachrichtendienst der italienischen Armee über den ebenfalls aus dem Trentino stammenden Antonio Piscel zunächst vergeblich Kontakt mit Trener auf, um ihn als topographischen Berater und Dolmetscher anzuwerben. Nach Kriegsausbruch meldete er sich schließlich als Freiwilliger und wurde der Territorialmiliz in Verona im Rang eines Sottotenente zugeteilt und als Dolmetscher mit der Befragung der Kriegsgefangenen betraut. Einer Aufgabe, die seinen Qualifikationen nicht gerecht wurde und die ihn nicht befriedigte.
Im Dezember 1915 wurde er dann dem Nachrichtendienst der am Isonzo stehenden 3. Armee zugewiesen. Zu seinem neuen Aufgabenbereich gehörte unter anderem die Auswertung von Fliegeraufnahmen, bei der er Pionierarbeit in Italien leistete. Für seine Verdienste, er ließ es sich nicht nehmen, selbst die gegnerischen Stellungen in Augenschein zu nehmen, wurde er mehrmals ausgezeichnet, unter anderem mit der silbernen Tapferkeitsmedaille und dem Kriegsverdienstkreuz. Bis zum Kriegsende stieg er zum Hauptmann auf. Während der Verhandlungen mit der österreichischen Waffenstillstandskommission unter der Leitung von General Viktor Weber von Webenau, die am 3. November 1918 zur Unterzeichnung des Waffenstillstands von Villa Giusti führte, wurde er vom italienischen Oberkommando aufgrund seiner exzellenten Deutschkenntnisse als Dolmetscher eingesetzt.

### Nach 1918
Von November 1918 bis zu seiner Entlassung aus dem Militärdienst im September 1919 arbeitete er zunächst in der Militärverwaltung der von der italienischen Armee besetzten Gebiete unter der Leitung von General Guglielmo Pecori Giraldi und nach dessen Entlassung im Sommer 1919 unter dessen Nachfolger dem Zivilkommissar Luigi Credaro. Nach seiner Entlassung aus der Armee hoffte er auf eine Anstellung bei der geologischen Anstalt des Königreichs, die ihm allerdings verwehrt blieb. Dieser Umstand bedeutete für ihn eine Zäsur in seiner wissenschaftlichen Tätigkeit, so dass er danach keine akademische Karriere im Königreich Italien mehr anstrebte. Von 1920 bis 1945 war er als Freiberufler tätig und war bald einer der geschätztesten Geologen im Trentino. Zu seinen Arbeiten gehörten unter anderem die geologischen Erhebungen für den Bau mehrerer Wasserkraftwerke, darunter unter anderem die Santa-Giustina-Talsperre. Daneben war er in den Bereichen, Bergbau, Wassergewinnung, Wasserleitungssysteme, Straßen- und Eisenbahnbau tätig. 1931 war er aufgrund seiner umfangreichen Kenntnisse als Berater für den Bau von Wasserkraftwerken an der Wolga und im Kaukasus in der Sowjetunion tätig. 1935 entdeckte er das leicht radioaktive Heilwasser am Vigiljoch bei Meran und arbeitete die Projekte für ein Wasserleitungssystem für die Meraner Kurthermen aus.
In seiner Freizeit setzte er seine wissenschaftliche Forschungen im Bereich der Hydrologie, Kristallographie und Petrographie fort. 1922 gehörte er zu den Gründungsmitgliedern des Naturgeschichtlichen Museums in Trient, dem er unter anderem als Direktor vorstand, bis er den Posten aus politischen Gründen 1932 abgeben musste und erst 1946 wieder aufnehmen konnte. 1931 wurde er Berater des Consiglio Nazionale delle Ricerche (CNR), des Nationalen Forschungsrats, der ab 1946 unter anderem klimatische Untersuchungen im Rahmen des im Naturkundemuseums in Trient eingerichteten und von Trener geleiteten Instituts, des Centro di studi alpini, im gesamten Alpenraum förderte.
Bis zu seinem Tode 1954 unterstrich er die wissenschaftliche Bedeutung der geographischen Arbeiten seines Freundes und Schwagers Cesare Battisti, die stets im Schatten seiner politischen Aktivitäten standen.